# 문백초등학교
문백초등학교는 대한민국 충청북도 진천군 문백면 봉죽리에 있는 공립 초등학교다.

## 학교 연혁
- 1935년 9월 1일 문백공립보통학교(4년제) 개교
- 1938년 4월 1일 문백공립심상소학교로 개칭
- 1939년 3월 11일 6년제 인가
- 1941년 4월 1일 문백공립국민학교로 개칭
- 1993년 2월 28일 은탄분교장 통합(통학버스 운행)
- 1994년 3월 1일 급식학교 운영
- 1996년 3월 1일 문백초등학교로 개칭
- 2007년 10월 15일 체육관 도암관 준공
- 2017년 10월 27일 도암숲 제막식
- 2018년 10월 26일 꿈마루(오버브릿지) 준공식
- 2019년 1월 3일 제80회 졸업 14명(졸업생 총수 : 4378명)
- 2019년 3월 1일 제30대 윤순희 교장 취임

## 참고 자료
- 문백초등학교 - 한국교육학술정보원 학교알리미